# Риаче
Риаче (итал. Riace) — коммуна в Италии, расположена в области Калабрия, подчиняется административному центру метропольный город Реджо-ди-Калабрия.
Население коммуны, на 01.01.2024 года, составляет 1785 человек, плотность населения — 108,80 чел./км². Занимает площадь 16 км². 
Почтовый индекс — 89040. Телефонный код — 0964.
Покровителями коммуны почитаются святые Косма и Дамиан, врачи безмездные, празднование с 25 по 27 сентября.